# Арзгір
Арзгір (рос. Арзгир) — село у Арзгірському районі Ставропольського краю Російської Федерації.
Муніципальне утворення — Арзгірський муніципальний округ. Населення становить 14 722 особи.

## Історія
Згідно із законом від 4 жовтня 2004 року № 88-КЗ у 2004—2020 роках муніципальним утворенням була Арзгірська сільрада.

## Населення
| 1897    | 1903    | 1925    | 1959  | 1970    | 1979    | 1989    |
| ------- | ------- | ------- | ----- | ------- | ------- | ------- |
| 10 151  | ↗14 744 | ↘12 280 | ↘9148 | ↗12 291 | ↗13 117 | ↗15 307 |
| 2002    | 2010    |         |       |         |         |         |
| ↗15 559 | ↘14 722 |         |       |         |         |         |